# Трио «Ромэн»
Трио «Ромэн» (с цыг. «ромэн» — цыган, принадлежащий цыганам) — цыганский вокально-инструментальный ансамбль, популярный в 70-е годы XX века. В состав этого ансамбля входили артисты московского цыганского театра «Ромэн»: Играф Иошка, Валентина Пономарёва, Георгий Квик. Ансамбль был создан Играфом Иошкой в 1973 году. Трио исполняло народные цыганские песни и романсы, а также авторские песни. Большинство песен из их репертуара написаны И. Иошкой, такие как: «Осенняя роса» (более известная как «И нисколько мы с тобой не постарели»), «Дуй дрома» (Две дороги), «Дорэ люмэ» (Прекрасный мир), «Мэ тут бистрав» (Я тебя забуду), «Замферица», «Чаёрио» (Девушка), «Аранко», «Мури шукарори» (Моя красавица).

## История
Ансамбль образовался в 1973 году. Официальная дата создания 23 февраля. Официальное признание состоялось после победы на Всероссийском конкурсе опрофессиональных театров. В результате упорной работы, в 1973 году трио — победители конкурса творческой молодёжи г. Москвы «за безукоризненную музыкальность, тонкий художественный вкус, виртуозную технику ансамблёвского пения», лауреаты 5-го Всероссийского конкурса артистов эстрады (1 место). 1975 — Почётный Диплом фестиваля «Братислава-лира» в Чехословакии, 1976 год — трио «Ромэн» — 1-я премия и звания лауреатов на Каннском фестивале артистов эстрады и кино (Франция).
Трио объездило более 120 стран мира.
Через несколько лет ансамбль покидает Валентина Пономарёва, так как у неё была ещё страсть в жизни — джаз. Замену ей удалось найти не скоро. Лишь через несколько лет в трио пришла Татьяна Комова. А через некоторое время и само трио превратилось в дуэт. Автор всех партитур — Играф Йошка ушел из коллектива. А в 1991 году Михаил Шишков предложил Играфу возродить трио «Ромэн» с молодыми исполнителями из Ансамбля «Звезды цыганской Москвы» под руководством Вячеслава Деметра. В новый состав были приглашены Рада и Василий Арсеньевы. Трио «Ромэн» снова имеет успех и его приглашают выступить на новогоднем огоньке на Шаболовке.

## Фильмография
- «Эта весёлая планета»
- «Бабушки надвое сказали…»
- «Баламут» (Играф Иошка)

## Интересные факты
- Играф Иошка и Георгий Квик — ловаря.
- И. Иошка играет на шестиструнной гитаре, а Г. Квик — на русской семиструнной.
- После распада трио, И. Иошка вместе с Виктором Романо-Орловым основал дуэт «Трито мэлэто»(«Третий этаж» — цыг.).

## Дискография
Всего фирмой «Мелодия» выпущено 3 диска — 2 гиганта и один миньон. Также несколько гибких пластинок в проекте музыкального журнала «Кругозор».
- Вокально-инструментальное трио «Ромэн» («Мелодия», LP, 1973)
- Трио «Ромэн» — Музыкальный журнал «Кругозор» № 1 (гибкая пластинка), 1974.
- Трио «Ромэн» — «Шатрица» (Театральная фабрика ВТО, односторонний сингл, 1974)
- Трио «Ромэн» («Мелодия», гибкая пластинка, 1976)
- Вокально-инструментальное трио «Ромэн» («Мелодия», LP, 1979)
- Дуэт «Ромэн» — «Побудь со мной» (RDM, CD, 1995)
- Трио «Ромэн» (CD, 2008)